# Mollia glabrescens
Mollia glabrescens é uma espécie de angiospérmica da família Tiliaceae.
Apenas pode ser encontrada no seguinte país: Guiana.